# Nick Palatas
Nicholas Edward Palatas (Bethesda, Maryland, 22 de enero de 1988) es un actor estadounidense. Palatas ha aparecido en cortometrajes como The Erogenous Zone, Love y Air We Breathe y ha estado en varios anuncios. En 2009, interpretó a Norville "Shaggy" Rogers en la película Scooby-Doo! The Mystery Begins, papel por el que es más conocido, y que repitió el papel en Scooby-Doo! Curse of the Lake Monster, que se emitió en octubre de 2010. Palatas, un recién llegado a la serie Scooby-Doo, reemplazó a Matthew Lillard. Palatas es de ascendencia eslovaca, británica y alemana.

## Vida personal
Palatas se casó con su esposa Marissa Denig en 2012. Denig solicitó el divorcio de Palatas en 2017; el divorcio se concretó en 2019.
Tiene un hermano menor, Cameron Palatas, el cual también es actor. También tiene otro hermano más, llamado Philip Palatas.

## Filmografía
| Año  | Película                                                               | Papel                    | Notas                  |
| ---- | ---------------------------------------------------------------------- | ------------------------ | ---------------------- |
| 2007 | The Erogenous Zone                                                     | Flip Fowler              | Cortometraje           |
| 2008 | Love                                                                   | Chico en la escuela 1    | Cortometraje           |
| 2009 | Scooby-Doo! The Mystery Begins                                         | Norville "Shaggy" Rogers | Película de televisión |
| 2009 | The Scooby-Doo Mystery Inc. Personality Quiz                           | Norville "Shaggy" Rogers | Cortometraje           |
| 2009 | Scooby-Doo: The Coolsville High Video Yearbook                         | Norville "Shaggy" Rogers | Cortometraje           |
| 2010 | Scooby-Doo! Curse of the Lake Monster                                  | Norville "Shaggy" Rogers | Película de televisión |
| 2010 | Scooby-Doo: The Whole World Loves You!                                 | Norville "Shaggy" Rogers | Cortometraje           |
| 2010 | True Jackson, VP                                                       | Skeet                    | Serie de televisión    |
| 2010 | Destroy Build Destroy                                                  | Él mismo                 | Serie de televisión    |
| 2011 | Air We Breathe                                                         | Dylan Avery              | Cortometraje           |
| 2011 | Searching For Phantosaurs                                              | Él mismo                 | Cortometraje           |
| 2011 | Scooby-Doo: Rock, Rap and Rollerskates                                 | Él mismo                 | Cortometraje           |
| 2011 | Jeepers! Jinkies! Zoinks! A Tribute to the Classic Gags of Scooby-Doo! | Él mismo                 | Cortometraje           |
| 2013 | School of Thrones                                                      | Robb Stark               | Serie web              |
| 2024 | White Ladybug                                                          | El Agente                |                        |

## Teatro
2023: Ken Ludwig's Sherwood